# Recuerdos de la Alhambra
Recuerdos de la Alhambra (Sjećanja na Alhambru) skladba je za klasičnu gitaru koju je u Granadi 1896. skladao španjolski skladatelj i gitarist Francisco Tárrega. U skladbi se koristi tremolo tehnika koju često izvode napredniji gitaristi.
Recuerdos de la Alhambra ima isti naziv u španjolskom jeziku kao knjiga Washingtona Irvinga iz 1832. godine, koju je napisao tijekom svog četverogodišnjeg boravka u Španjolskoj pod engleskim nazivom Tales of the Alhambra.